# Акулов, Филипп Егорович

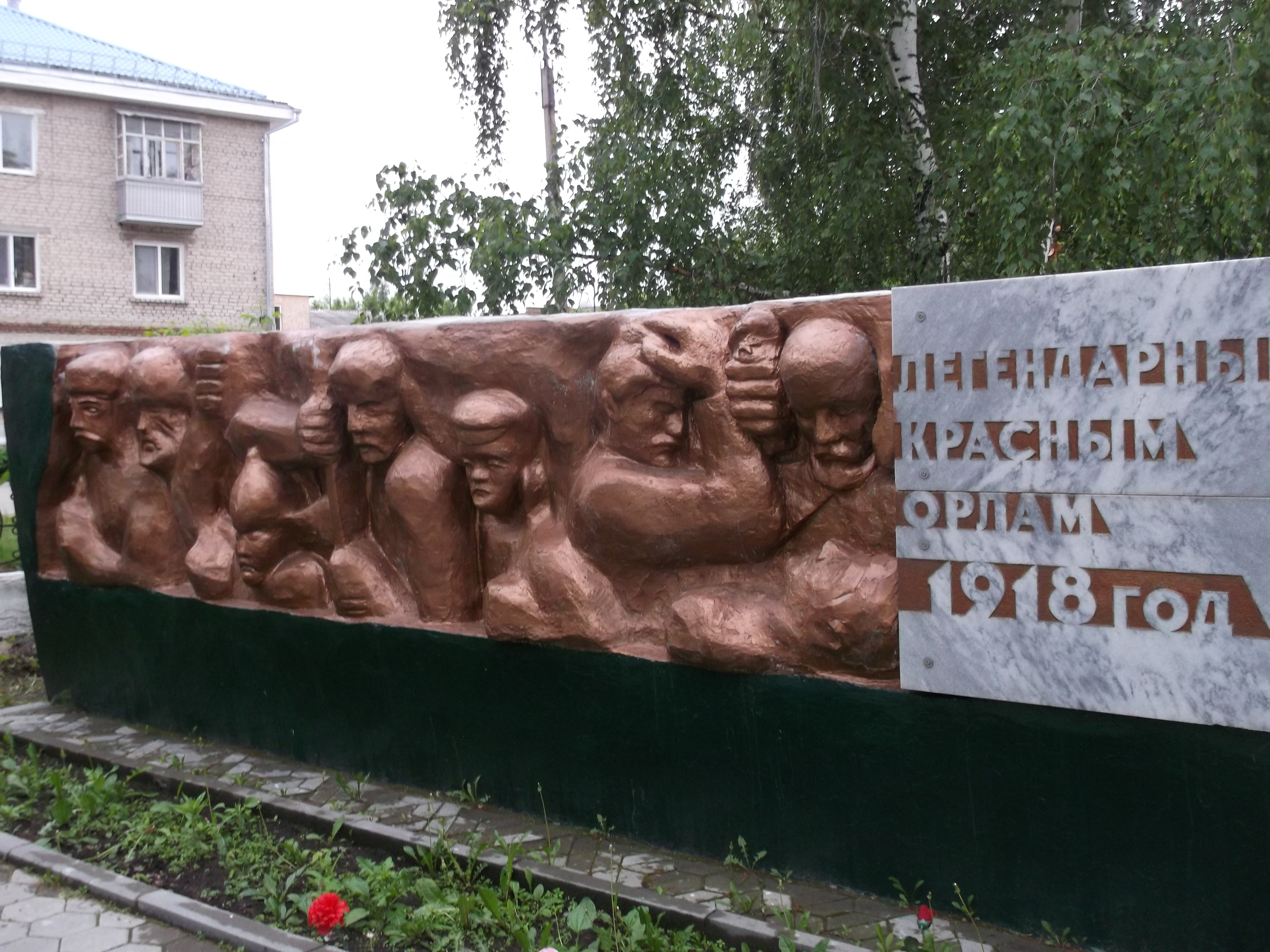
Мемориал «Аллея Славы», г. Катайск. Недалеко от мемориала похоронен Ф. Акулов.

Фили́пп Его́рович Акулов (16 [28] июля 1879, Шутино, Пермская губерния — 17 октября 1934, Катайское, Челябинская область) — участник Русско-японской, Первой мировой и Гражданской войн, красный командир.

## Биография
Филипп Акулов родился в крестьянской семье в селе Шутинском Крестовской волости Камышловского уезда Пермской губернии, ныне село Шутино входит в Катайский муниципальный округ Курганской области). По одним данным он родился 16 (28) июля 1878, по другим 16 (28) июля 1872 или 16 (28) июля 1879. Кроме него в семье росло ещё трое сыновей.
Окончил местную школу.

### Служба в императорской армии
В 1902 (или 1900) году по жребию вступил на военную службу, зачислен в 1-й гусарский Сумский полк. В 1903 году окончил учебную команду. В 1904 году произведён в младшие унтер-офицеры. В 1904 году отправился в Маньчжурию на Русско-японскую войну. в 1905 году уволен в запас старшим унтер-офицером.
Вернулся в село, женился, стал крестьянствовать. Сезонно работал шахтёром на Алапаевских горных приисках.
С 1908 года — конный полицейский урядник Камышловского уезда.
В июле 1914 года мобилизован в 21-й Сибирский стрелковый Её Величества Государыни Императрицы Александры Феодоровны полк. Воевал в стрелковых и кавалерийских частях, одно время был начальником конной разведки полка, младший офицером гусарского полка. Во время войны выявился военный талант Акулова, его храбрость, умение ориентироваться в любой обстановке, принимать быстрые и правильные решения. Произведён в фельдфебели, а позже в подпрапорщики. Геройство досталось нелегко: он много раз был ранен, лежал в госпиталях. Фельдфебель Акулов ранен 8 (21) августа 1916 года, а прибыл в госпиталь 21 августа (3 сентября)  1916 года уже в звании подхорунжего.

### Служба в РККА
Зимой, в начале 1918 года вернулся с фронта домой сторонником Советской власти. В Шутинском, как и в других сёлах Зауралья, шла в это время ожесточённая классовая борьба. Филипп Акулов принял самое активное участие в установлении и укреплении Советской власти. Крестьяне избрали его народным судьёй, потом председателем Шутинского сельсовета, а когда в мае начался мятеж белочехов и белогвардейцев, — волостным военным комиссаром.
Вступил добровольцем в формирующийся 1-й Крестьянский Красный Коммунистический Советский полк Рабоче-крестьянской Красной Армии и с 15 июля 1918 года выполнял обязанности помощника командира полка, а с 6 августа — командир этого полка.
В сентябре 1918 года вступил в в РКП(б), в 1925 году партия переименована в ВКП(б).
Участвовал в боях за станции Богданович и Егоршино, село Сухой Лог. 27 октября 1918 года полк получил высшую награду Республики — Красное знамя ВЦИК. С этого же времени он стал именоваться полком Красных орлов. В ноябре 1918 года стал командиром 1-й бригады 29 стрелковой дивизии. В декабре 1918 года положение Перми стало критическое. 3-я армия не могла сдержать натиск главных сил Русской армии адмирала Колчака и начали отступать за Каму. Объединив разрозненные группы красноармейцев своей и других бригад, он в течение суток защищал станцию Пермь II, отправляя эшелоны с военным имуществом, хотя город уже заняли белые. Героическая оборона станции вошла яркой страницей в историю борьбы за Пермь. Ему, человеку неукротимой энергии, было поручено в трудное время после падения Перми руководить всеми частями 29-й и других дивизий, отступавших из города. Акулову предписывались немедленно остановить их, привести в порядок и перейти в контрнаступление. В боях под Глазовом Акулов некоторое время командовал кавалерийской бригадой, которая в тяжёлых условиях снежной зимы и бездорожья вела бои в районе Песковского и Омутнинского заводов. В мае 1919 года он был награждён только что учреждённым орденом Красного Знамени и стал командиром Путиловского стального кавалерийского полка. Кавалерия всегда привлекала к себе Акулова. Действия конницы, стремительные, дающие большую возможность для маневрирования и неожиданных ударов, требующая мгновенных решений и быстрых действий соответствовала его натуре. Сам Акулов был прекрасным кавалеристом. В свои сорок лет он, не касаясь ногами стремян, вскакивал в седло и всегда искал случая лично участвовать в бою. Невысокого роста, коренастый, с заломанной назад папахой, с неизменной трубкой в зубах, с горящими ястребиными глазами, с поднятой над головой саблей и любимым кличем «Бузуй!» — таким он запомнился командирам и бойцам. Полк Акулова шёл впереди ударной группы наступавших войск, одерживая победы над противником в районе Верещигино, Чайковская, Шабуничи. Руководил дерзкими операциями в тылы войск Колчака. По-акуловски стремительно врывались бойцы в тыл врага, наводили панику, громили штабы.
В августе 1919 года Акулов сдал командование полком и был переведён инструктором кавалерии по борьбе с конницей противника 12-й армия на Юго-Западный фронт для борьбы войсками Деникина и Петлюры, затем командиром кавалерийского полка, с которым участвовал в освобождении Чернигова, Бахмача, Гребенки, Кремечуга.
Участник советско-польской войны на Западной Украине. В 1920 году командир 1-го кавалерийского полка 60-й стрелковой дивизии. После чего командовал Особой кавалерийской бригадой 12-й армии и кавалерийской группой 12-й армии и дошёл с боями от Киева до польского города Холм. После расформирования группы назначен командиром 58-го кавалерийского полка.
В ноябре 1920 года откомандирован в распоряжение Екатеринбургского губернского военкомата. 31 декабря 1920 года направлен в Приуральский военный округ, где состоял для поручений при помощнике командующего войсками округа. В 1921—1922 гг. командовал 57-м Екатеринбургским стрелковым полком. В дальнейшем был начальником гарнизонов Перми и Вятки. В 1922 году был в штабе Западно-сибирского военного округа. Участвовал в подавлении Западно-Сибирского восстания. В 1922 году демобилизован по болезни, сказались старые раны.

### После войны
В 1924 году вернулся в село Шутинское. Возглавлял советские учреждения в Камышлове и Катайске. До 1933 года проживал в городе Свердловске, работал в ряде организаций, активно участвовал в общественной жизни, выступая перед молодёжью.
Погиб 17 октября 1934 года, задохнувшись при пожаре в бане в селе Катайском Катайского района Челябинской области, ныне город Катайск. Дом, где произошёл несчастный случай, находится по адресу ул. Советская, 50.
По данным газеты «Содействие» № 4 (06.2011 г. с. 8,9) погиб в 1933 году. В некоторых источниках указана дата 16 декабря 1933 года или 12 декабря 1933 года.
Перезахоронен в 1964 году недалеко от мемориал «Аллея Славы» в Катайске. Вместе с ним перезахоронены Четверкин Флегонт Васильевич, командир роты полка Красных Орлов; Корюков Андрей Арсентьевич и Степанов Николай Максимович, бойцы полка Красных Орлов.

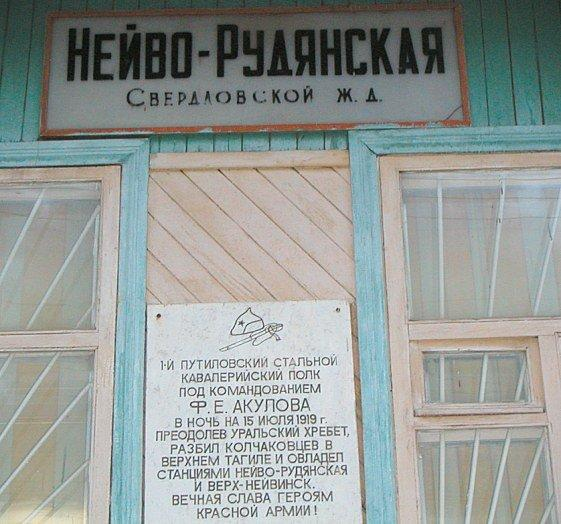
Мемориальная доска на станции Нейво-Рудянская

## Память
Именем Ф. Е. Акулова названы улицы в Екатеринбурге, Оренбурге, Катайске и других городах Урала. Также в честь него в результате ошибки назван Акуловский микрорайон Перми (микрорайон назван в 1939 г. в честь пермяка Степана Окулова и первоначально назывался Окуловским).
В посёлке Нейво-Рудянка на здании вокзала установлена памятная табличка в его честь.

## Награды
- Орден Красного Знамени № 252 (Приказом РВС Республики № 71 от 16 мая 1919 г.)
- Георгиевский крест:
  - I степени № 18900 — в штыковой схватке, личным мужеством и храбростью содействовал успеху атаки. (Приказ по 5 Сибирскому армейскому корпусу № 359 от 23 сентября 1916 г.)
  - II степени — при штыковой схватке, личным мужеством и храбростью содействовал успеху атаки. (Приказ по 5 Сибирскому армейскому корпусу № 328 от 10 сентября 1916 г.)
  - III степени № 162993 — при взятии занятого противником укреплённого места, примером отличной храбрости ободрял своих товарищей и при штыковой схватке, личным мужеством и храбростью содействовал успеху атаки. (Приказ по 5 Сибирскому армейскому корпусу № 199 от 21 июля 1916 г.)
  - IV степени № 27538 — доставил на место боя патроны, когда в них была чрезвычайная надобность. (Приказ по 5 Сибирскому армейскому корпусу № 171 от 24 июня 1916 г.)
- Георгиевская медаль:
  - III степени № 182845 (Приказ по 5 Сибирскому армейскому корпусу № 367 от 27 сентября 1916 г.)
  - IV степени № 1019084 (Приказ по 5 Сибирскому армейскому корпусу № 331 от 12 сентября 1916 г.)
- Именной пистолет «Браунинг»[14]
- Именные часы, август 1918 года

Согласно Пермскому путеводителю-справочнику 1970 г.[уточнить] во время Первой мировой войны возглавлял команду разведчиков, был награждён четырьмя Георгиевскими медалями, четырьмя Георгиевскими крестами, орденом Анны и произведён в первый офицерский чин.

## Семья
Дед, Иван Акулов был награждён двумя Георгиевскими крестами за войну с Османской империей в Болгарии, на Шипке.
Жена Татьяна Андреевна умерла в 95 лет.
Сын Владимир погиб на фронте Великой Отечественной войны.
Дочь Роза умерла в Свердловске. Дочь Александра — секретарь в горсовете. Умерла в Свердловске.